# Harujion ga sakukoro
„Harujion ga sakukoro” (jap. ハルジオンが咲く頃) – czternasty singel japońskiego zespołu Nogizaka46, wydany w Japonii 23 marca 2016 roku przez N46Div..
Singel został wydany w pięciu edycjach: regularnej (CD) i czterech limitowanych CD+DVD (Type-A, Type-B, Type-C, Type-D). Osiągnął 1 pozycję w rankingu Oricon i pozostał na liście przez 52 tygodnie, sprzedał się w nakładzie 834 797 egzemplarzy i zdobył status potrójnej platynowej płyty.

## Lista utworów
Wszystkie utwory zostały napisane przez Yasushiego Akimoto.

### Type-A
| CD | CD                                                                | CD                                           | CD                   | CD      |
| Nr | Tytuł utworu                                                      | Kompozycja                                   | Aranżacja            | Długość |
| -- | ----------------------------------------------------------------- | -------------------------------------------- | -------------------- | ------- |
| 1. | „Harujion ga sakukoro” (jap. ハルジオンが咲く頃)                  | Akira Sunset, APAZZI                         | Akira Sunset, APAZZI | 5:29    |
| 2. | „Harukanaru Bhutan” (jap. 遥かなるブータン)                       | Tadashi Tsukida                              | ha-j                 | 4:38    |
| 3. | „Tsuyogaru tsubomi” (jap. 強がる蕾) (wyk. Mai Fukagawa)           | Kazunori Ōnuki, Reo Kawahara, Ryūichi Takagi | Carlos K.            | 4:46    |
| 4. | „Harujion ga sakukoro” (jap. ハルジオンが咲く頃) (off vocal ver.) | Akira Sunset, APAZZI                         | Akira Sunset, APAZZI | 5:29    |
| 5. | „Harukanaru Bhutan” (jap. 遥かなるブータン) (off vocal ver.)      | Tadashi Tsukida                              | ha-j                 | 4:38    |
| 6. | „Tsuyogaru tsubomi” (jap. 強がる蕾) (off vocal ver.)              | Kazunori Ōnuki, Reo Kawahara, Ryūichi Takagi | Carlos K.            | 4:46    |

| DVD | DVD                                                            | DVD     |
| Nr  | Tytuł utworu                                                   | Długość |
| --- | -------------------------------------------------------------- | ------- |
| 1.  | „Harujion ga sakukoro” (jap. ハルジオンが咲く頃) (Music Video) | 6:42    |
| 2.  | „Tsuyogaru tsubomi” (jap. 強がる蕾) (Music Video)              | 4:55    |
| 3.  | „Fukagawa Mai Documentary ~Eien wa nai kara~”                  |         |

### Type-B
| CD | CD                                                                                 | CD                     | CD                   | CD      |
| Nr | Tytuł utworu                                                                       | Kompozycja             | Aranżacja            | Długość |
| -- | ---------------------------------------------------------------------------------- | ---------------------- | -------------------- | ------- |
| 1. | „Harujion ga sakukoro” (jap. ハルジオンが咲く頃)                                   | Akira Sunset, APAZZI   | Akira Sunset, APAZZI | 5:29    |
| 2. | „Harukanaru Bhutan” (jap. 遥かなるブータン)                                        | Tadashi Tsukida        | ha-j                 | 4:38    |
| 3. | „Kyūshamen” (jap. 急斜面) (wyk. Mai Shiraishi, Nanami Hashimoto, Sayuri Matsumura) | FURUTA, Yasutaka Ishio | Ryōsuke Shigenaga    | 3:46    |
| 4. | „Harujion ga sakukoro” (jap. ハルジオンが咲く頃) (off vocal ver.)                  | Akira Sunset, APAZZI   | Akira Sunset, APAZZI | 5:29    |
| 5. | „Harukanaru Bhutan” (jap. 遥かなるブータン) (off vocal ver.)                       | Tadashi Tsukida        | ha-j                 | 4:38    |
| 6. | „Kyūshamen” (jap. 急斜面) (off vocal ver.)                                         | FURUTA, Yasutaka Ishio | Ryōsuke Shigenaga    | 3:46    |

| DVD | DVD                                                            | DVD     |
| Nr  | Tytuł utworu                                                   | Długość |
| --- | -------------------------------------------------------------- | ------- |
| 1.  | „Harujion ga sakukoro” (jap. ハルジオンが咲く頃) (Music Video) | 6:42    |
| 2.  | „Kyūshamen” (jap. 急斜面) (Music Video)                        | 3:49    |
| 3.  | „Akimoto Manatsu” (jap. 秋元真夏)                              |         |
| 4.  | „Itō Karin” (jap. 伊藤かりん)                                  |         |
| 5.  | „Itō Junna” (jap. 伊藤純奈)                                    |         |
| 6.  | „Kitano Hinako” (jap. 北野日奈子)                              |         |
| 7.  | „Saitō Asuka” (jap. 齋藤飛鳥)                                  |         |
| 8.  | „Sagara Iori” (jap. 相楽伊織)                                  |         |
| 9.  | „Sakurai Reika” (jap. 桜井玲香)                                |         |
| 10. | „Shinuchi Mai” (jap. 新内眞衣)                                 |         |
| 11. | „Takayama Kazumi” (jap. 高山一実)                              |         |
| 12. | „Nakamoto Himeka” (jap. 中元日芽香)                            |         |
| 13. | „Nishino Nanase” (jap. 西野七瀬)                               |         |
| 14. | „Nōjo Ami” (jap. 能條愛未)                                     |         |

### Type-C
| CD | CD                                                                | CD                   | CD                   | CD      |
| Nr | Tytuł utworu                                                      | Kompozycja           | Aranżacja            | Długość |
| -- | ----------------------------------------------------------------- | -------------------- | -------------------- | ------- |
| 1. | „Harujion ga sakukoro” (jap. ハルジオンが咲く頃)                  | Akira Sunset, APAZZI | Akira Sunset, APAZZI | 5:29    |
| 2. | „Harukanaru Bhutan” (jap. 遥かなるブータン)                       | Tadashi Tsukida      | ha-j                 | 4:38    |
| 3. | „Tsuribori” (jap. 釣り堀) (wyk. Nanase Nishino)                   | Bush-I               | APAZZI               | 4:29    |
| 4. | „Harujion ga sakukoro” (jap. ハルジオンが咲く頃) (off vocal ver.) | Akira Sunset, APAZZI | Akira Sunset, APAZZI | 5:29    |
| 5. | „Harukanaru Bhutan” (jap. 遥かなるブータン) (off vocal ver.)      | Tadashi Tsukida      | ha-j                 | 4:38    |
| 6. | „Tsuribori” (jap. 釣り堀) (off vocal ver.)                        | Bush-I               | APAZZI               | 4:29    |

| DVD | DVD                                                            | DVD     |
| Nr  | Tytuł utworu                                                   | Długość |
| --- | -------------------------------------------------------------- | ------- |
| 1.  | „Harujion ga sakukoro” (jap. ハルジオンが咲く頃) (Music Video) | 6:42    |
| 2.  | „Tsuribori” (jap. 釣り堀) (Music Video)                        | 6:28    |
| 3.  | „Ikuta Erika” (jap. 生田絵梨花)                                |         |
| 4.  | „Ikoma Rina” (jap. 生駒里奈)                                   |         |
| 5.  | „Itō Marika” (jap. 伊藤万理華)                                 |         |
| 6.  | „Inoue Sayuri” (jap. 井上小百合)                               |         |
| 7.  | „Etō Misa” (jap. 衛藤美彩)                                     |         |
| 8.  | „Kawago Hina” (jap. 川後陽菜)                                  |         |
| 9.  | „Saitō Yūri” (jap. 斉藤優里)                                   |         |
| 10. | „Sasaki Kotoko” (jap. 佐々木琴子)                              |         |
| 11. | „Shiraishi Mai” (jap. 白石麻衣)                                |         |
| 12. | „Terada Ranze” (jap. 寺田蘭世)                                 |         |
| 13. | „Yamazaki Rena” (jap. 山崎怜奈)                                |         |
| 14. | „Watanabe Miria” (jap. 渡辺みり愛)                             |         |

### Type-D
| CD | CD                                                                | CD                   | CD                   | CD      |
| Nr | Tytuł utworu                                                      | Kompozycja           | Aranżacja            | Długość |
| -- | ----------------------------------------------------------------- | -------------------- | -------------------- | ------- |
| 1. | „Harujion ga sakukoro” (jap. ハルジオンが咲く頃)                  | Akira Sunset, APAZZI | Akira Sunset, APAZZI | 5:29    |
| 2. | „Harukanaru Bhutan” (jap. 遥かなるブータン)                       | Tadashi Tsukida      | ha-j                 | 4:38    |
| 3. | „Futōgō” (jap. 不等号)                                            | Takashi Fukuda       | Takashi Fukuda       | 4:17    |
| 4. | „Harujion ga sakukoro” (jap. ハルジオンが咲く頃) (off vocal ver.) | Akira Sunset, APAZZI | Akira Sunset, APAZZI | 5:29    |
| 5. | „Harukanaru Bhutan” (jap. 遥かなるブータン) (off vocal ver.)      | Tadashi Tsukida      | ha-j                 | 4:38    |
| 6. | „Futōgō” (jap. 不等号) (off vocal ver.)                           | Takashi Fukuda       | Takashi Fukuda       | 4:17    |

| DVD | DVD                                                            | DVD     |
| Nr  | Tytuł utworu                                                   | Długość |
| --- | -------------------------------------------------------------- | ------- |
| 1.  | „Harujion ga sakukoro” (jap. ハルジオンが咲く頃) (Music Video) | 6:42    |
| 2.  | „Futōgō” (jap. 不等号) (Music Video)                           | 7:30    |
| 3.  | „Kawamura Mahiro” (jap. 川村真洋)                              |         |
| 4.  | „Saitō Chiharu” (jap. 斎藤ちはる)                              |         |
| 5.  | „Suzuki Ayane” (jap. 鈴木絢音)                                 |         |
| 6.  | „Nakada Kana” (jap. 中田花奈)                                  |         |
| 7.  | „Hashimoto Nanami” (jap. 橋本奈々未)                           |         |
| 8.  | „Higuchi Hina” (jap. 樋口日奈)                                 |         |
| 9.  | „Fukagawa Mai” (jap. 深川麻衣)                                 |         |
| 10. | „Hoshino Minami” (jap. 星野みなみ)                             |         |
| 11. | „Hori Miona” (jap. 堀未央奈)                                   |         |
| 12. | „Matsumura Sayuri” (jap. 松村沙友理)                           |         |
| 13. | „Wakatsuki Yumi” (jap. 若月佑美)                               |         |
| 14. | „Wada Maaya” (jap. 和田まあや)                                 |         |

### Edycja regularna
| CD | CD                                                                | CD                   | CD                   | CD      |
| Nr | Tytuł utworu                                                      | Kompozycja           | Aranżacja            | Długość |
| -- | ----------------------------------------------------------------- | -------------------- | -------------------- | ------- |
| 1. | „Harujion ga sakukoro” (jap. ハルジオンが咲く頃)                  | Akira Sunset, APAZZI | Akira Sunset, APAZZI | 5:29    |
| 2. | „Harukanaru Bhutan” (jap. 遥かなるブータン)                       | Tadashi Tsukida      | ha-j                 | 4:38    |
| 3. | „Yūutsu to fūsen Gum” (jap. 憂鬱と風船ガム)                       | HIROTOMO, Dr.Lilcom  | APAZZI               | 4:04    |
| 4. | „Harujion ga sakukoro” (jap. ハルジオンが咲く頃) (off vocal ver.) | Akira Sunset, APAZZI | Akira Sunset, APAZZI | 5:29    |
| 5. | „Harukanaru Bhutan” (jap. 遥かなるブータン) (off vocal ver.)      | Tadashi Tsukida      | ha-j                 | 4:38    |
| 6. | „Yūutsu to fūsen Gum” (jap. 憂鬱と風船ガム) (off vocal ver.)      | HIROTOMO, Dr.Lilcom  | APAZZI               | 4:04    |

## Skład zespołu
| „Harujion ga sakukoro” |
| --- |
| - 1. gen.: Manatsu Akimoto, Erika Ikuta, Rina Ikoma, Marika Itō, Sayuri Inoue, Misa Etō, Asuka Saitō, Reika Sakurai, Mai Shiraishi, Kazumi Takayama, Nanase Nishino, Nanami Hashimoto, Mai Fukagawa (środek), Minami Hoshino, Sayuri Matsumura, Yumi Wakatsuki - 2. gen.: Miona Hori |

| „Harukanaru Bhutan”                                                                                      |
| --- |
| - 1. gen.: Erika Ikuta (środek), Marika Itō, Misa Etō, Asuka Saitō, Yumi Wakatsuki - 2. gen.: Miona Hori |

| „Futōgō” |
| --- |
| - 1. gen.: Hina Kawago, Mahiro Kawamura, Chiharu Saitō, Yūri Saitō, Kana Nakada, Himeka Nakamoto (środek), Ami Nōjo, Hina Higuchi, Maaya Wada - 2. gen.: Karin Itō, Junna Itō, Hinako Kitano, Iori Sagara, Kotoko Sasaki, Mai Shinuchi, Ayane Suzuki, Ranze Terada, Rena Yamazaki, Miria Watanabe |

| „Yūutsu to fūsen Gum” |
| --- |
| - 1. gen.: Manatsu Akimoto, Rina Ikoma, Sayuri Inoue, Reika Sakurai, Takayama Kazumi, Hoshino Minami (środek) - 2. gen.: Hina Kawago, Mahiro Kawamura, Chiharu Saitō, Yūri Saitō, Kana Nakada, Himeka Nakamoto (środek), Ami Nōjo, Hina Higuchi, Maaya Wada |

## Notowania
| Lista                             | Pozycja |
| --------------------------------- | ------- |
| Oricon Weekly Singles Chart       | 1       |
| Oricon Yearly Singles Chart       | 8       |
| Billboard Japan Hot 100           | 1       |
| Billboard Japan Hot Singles Sales | 1       |